# Gornji Petrovci
Gornji Petrovci (Hongrois: Péterhegy) est une commune située dans la région de la Prekmurje en Slovénie.

## Géographie
La commune est localisée au nord-est de la Slovénie à proximité des frontières de la Hongrie et de l’Autriche.

## Démographie
Entre 1999 et 2021, la population de la commune est restée relativement stable avec une population légèrement supérieure à 2 000 habitants,.
Évolution démographique
| 1999  | 2000  | 2001  | 2002  | 2003  | 2004  | 2005  | 2006  | 2007  |
| ----- | ----- | ----- | ----- | ----- | ----- | ----- | ----- | ----- |
| 2 385 | 2 391 | 2 330 | 2 314 | 2 303 | 2 288 | 2 288 | 2 273 | 2 271 |
| 2008  | 2009  | 2010  | 2011  | 2012  | 2013  | 2014  | 2015  | 2016  |
| 2 272 | 2 193 | 2 193 | 2 170 | 2 146 | 2 136 | 2 100 | 2 078 | 2 057 |
| 2017  | 2018  | 2019  | 2020  | 2021  |       |       |       |       |
| 2 058 | 2 013 | 1 985 | 1 995 | 2 040 |       |       |       |       |

## Célébrités
- Milan Kučan, politicien.